# (5734) Noguchi
(5734) Noguchi ist ein Asteroid des Hauptgürtels, der am 15. Januar 1989 von den japanischen Astronomen Kin Endate und Kazurō Watanabe am Kitami-Observatorium (IAU-Code 400) in Kitami, Unterpräfektur Okhotsk in Hokkaidō, Japan entdeckt wurde.
(5734) Noguchi gehört zur Vesta-Familie, einer großen Gruppe von Asteroiden, benannt nach (4) Vesta, dem zweitgrößten Asteroiden und drittgrößten Himmelskörper des Hauptgürtels.
Der Himmelskörper wurde nach dem japanischen Astronauten Sōichi Noguchi (* 1965) benannt, der mit STS-114, Sojus TMA-17 und als Mitglied der SpaceX Crew-1 insgesamt drei Raumflüge absolvierte.